# Georg Friedrich Munkert

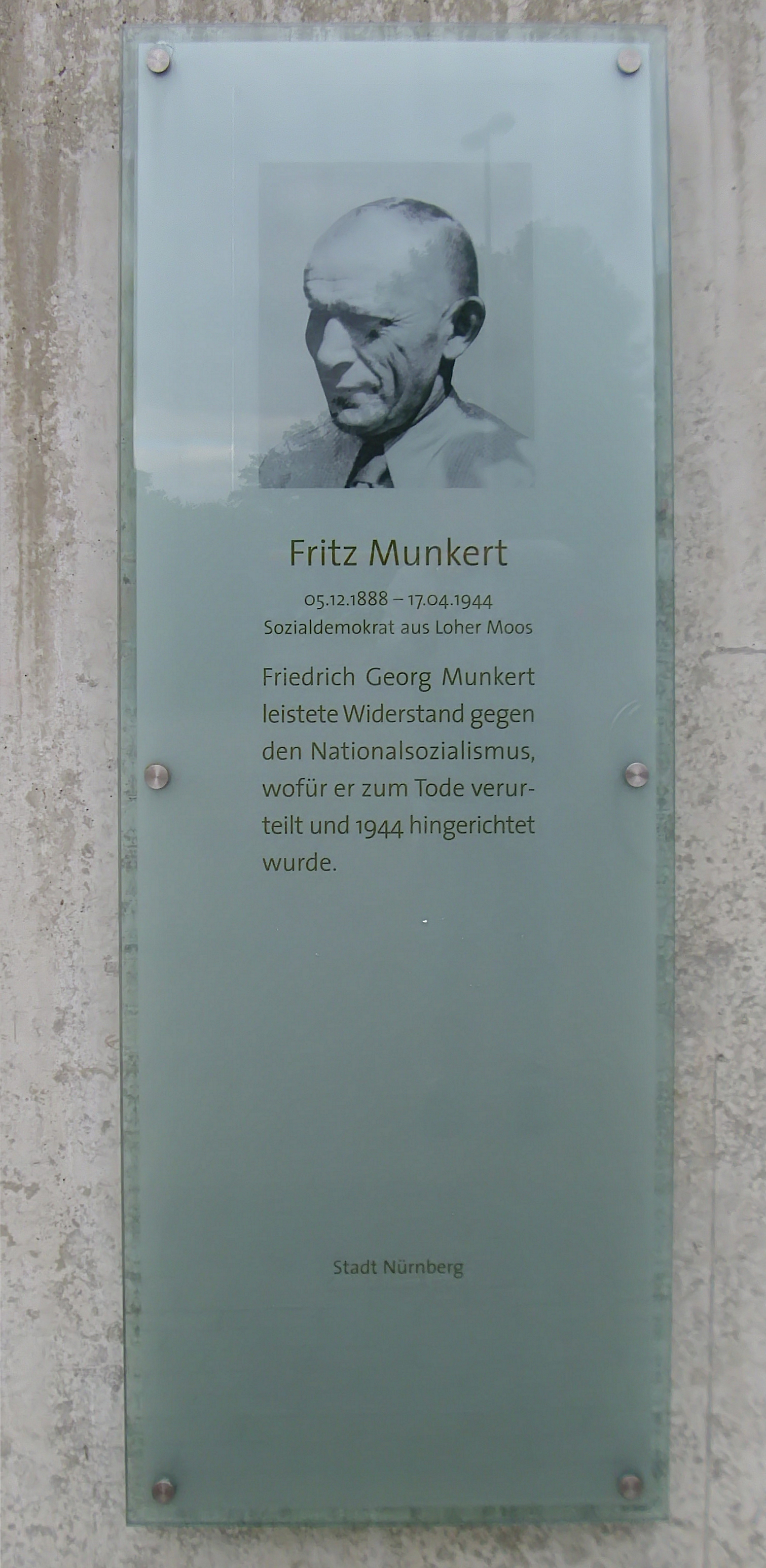
Gedenktafel für Georg Friedrich Munkert am Fritz-Munkert-Platz in Nürnberg

Georg Friedrich Munkert, auch Fritz Munkert genannt, (* 5. Dezember 1888 in Nürnberg; † 17. April 1944 im Zuchthaus Brandenburg) war ein Nürnberger Sozialdemokrat und Widerstandskämpfer gegen den Nationalsozialismus.

## Leben als Widerstandskämpfer
Im Juli 1933 erfolgten der Aufbau und die Organisation von zwei SPD-Grenzsekretariaten für Bayern. Der ehemalige Nürnberger Reichstagsabgeordnete Hans Dill übernahm den Bezirk 1 (Nordbayern). Fritz Munkert und Konrad Grünbaum waren seine Kontaktmänner. Am 4. April 1934 wurde Fritz Munkert zusammen mit anderen SPD-Genossen verhaftet. Im Januar 1935 wurden in sieben Prozessen 68 bayerische Sozialdemokraten zu über 57 Jahren Zuchthaus verurteilt. 36 Angeklagte stammten aus Nürnberg und Fürth, darunter befand sich auch Munkert aus dem Nürnberger Ortsteil Loher Moos. Er wurde zu zweieinhalb Jahren Zuchthaus verurteilt. Bis 1939 war er Häftling im KZ Dachau. 1943 wurde er wieder inhaftiert und 1944 hingerichtet.